# Corni, Botoșani
Corni là một xã thuộc hạt Botoșani, România. Dân số thời điểm năm 2002 là 6560 người.